# Polityka komunalna
Polityka komunalna – dyscyplina naukowa mająca ścisły związek z polityką gospodarczą, polityką społeczną, planowaniem miast oraz socjologią miasta. Jest częścią gospodarki komunalnej, która obejmuje gospodarkę komunalną sensu stricto (tym członem zajmuje się właśnie polityka komunalna) oraz gospodarkę mieszkaniową (tym zagadnieniem zajmuje się polityka mieszkaniowa). Gospodarka komunalna ma na celu zaspokojenie określonych potrzeb materialno-bytowych ludności. Wyróżnia się dwie funkcje gospodarki komunalnej: gospodarczą i administracyjną.
Powstanie i rozwój gospodarki komunalnej warunkowane są trzema czynnikami:
- rozwojem miast
- poziomem techniki
- społecznym systemem gospodarowania

## Zadania gospodarki komunalnej
Gospodarka komunalna sensu stricto
- energetyka komunalna
  - rozdział energii elektrycznej
  - gazownictwo
  - ciepłownictwo
- urządzenia techniczno-sanitarne
  - wodociągi
  - studnie publiczne
  - kanalizacja
  - melioracje miejskie
  - oczyszczanie miasta
- komunikacja miejska
  - drogi miejskie
  - urządzenia drogowe
  - transport miejski
- zieleń miejska
  - parki
  - lasy miejskie
  - urządzenia wypoczynkowe
  - ogrody działkowe
  - cmentarnictwo

Gospodarka mieszkaniowa
- budowa i eksploatacja budynków mieszkalnych
- rozdział lokali

Gospodarka terenami miejskimi
- pomiar i parcelacja terenów
- dysponowanie, porządkowanie oraz czasowe zagospodarowanie terenów

Wymienione zadania należą do podstawowych. Oprócz nich istnieją zadania pomocnicze związane m.in. z:
- budownictwem komunalnym
- pomocniczym przemysłem komunalnym (produkcja i utrzymanie maszyn, urządzeń, środków transportu, których nie dostarcza przemysł wielkoseryjny, np. liczniki, wozy do oczyszczania miast, a także masa asfaltowa itp.)
- działalnością naukowo-badawczą

## Cechy potrzeb komunalnych
Wyróżnia się 4 cechy potrzeb komunalnych:
- masowość lub powszechność
- jednorodność
- stałość, codzienność
- rytmiczność nasilenia

## Rola gospodarki komunalnej w gospodarce narodowej
Gospodarka komunalna ma udział w:
- tworzeniu dochodu narodowego
- majątku narodowym
- ogólnym zatrudnieniu